# 문학과지성사
문학과지성사(文學과知性社)는 대한민국의 출판사이다. 줄여서 문지라고도 한다. 창비와 더불어 '문지·창비 시대'를 연 한국문학계의 양대 산맥이라는 평가가 있다.

## 개요
계간 《문학과지성》을 모태로 1975년 12월에 창립되었다. 자본금은 《문학과지성》에 참여했던 문학평론가 김현, 김병익, 김치수, 오생근 등이 마련했다. 설립 이래 학술과 인문, 문학 분야에서 서적을 간행해 왔다.
첫 출판물은 홍성원의 단편소설집 《주말여행》과 조해일의 장편소설 《겨울여자》이다. 대표적인 스테디셀러 출판물로는 조세희의 《난장이가 쏘아올린 작은 공》이 있었다. 1989년부터 2007년까지 약 19회에 걸쳐 시인 김광섭을 기리는 이산문학상을 주관한 바 있고, 2002년에는 계간 《문학과사회》에서 신인문학상을 제정해 시·소설·문학평론 부문에서 신인 발굴에 힘써왔다.
초기에는 문학과 사회과학 서적 출간에 치중했으나 경영진이 세대 교체로 바뀐 2000년 이후로는 아동·청소년 분야나 과학 분야의 서적도 출간하는 등 장르 다변화를 꾀하고 있다. 또한 창립 30주년 직후 문지문화원 사이를 출범시켜, 문학ㆍ예술과 인문사회과학을 아우르는 복합문화공간으로서 아카데미, 세미나, 프로젝트, 심포지엄, 이벤트, 전시 등 다양한 활동을 펼치고 있다.
문학과지성 시인선, 우리 시대의 고전, 작가론 총서, 문지스펙트럼, 문지푸른책 등의 각종 기획서가 있다. 계간 《문학과지성》, 무크지 《우리 세대의 문학》, 무크지 《우리 시대의 문학》, 무크지 《비평의 시대》, 문화 무크지 《이다》, 반년간지 《사회와 역사》 등을 펴냈으며, 현재 계간 《문학과사회》을 펴내고 있다. 이 중 《문학과사회》는 1980년에 신군부에 의해 강제 폐간된 《문학과지성》이 1988년 재창간된 것이다.
물류창고는 경기도 파주시에, 출판사는 서울 마포구에 있다.

## 문학상
- 문지문학상
- 마해송문학상

## 같이 보기
- 창비

## 참고자료
- “출판사 소개”. 문학과지성사. 2008년 5월 9일에 원본 문서에서 보존된 문서. 2008년 5월 26일에 확인함.